# Sunius melanocephalus
Sunius melanocephalus (лат.) — вид жуков-стафилинидов из подсемейства Paederinae.

## Описание
Длина тела взрослых насекомых 3—3,5 мм.

## Экология
Жуки населяют различные природные и полусинантропные местообитания, встречаются в гнездах мелких млекопитающих и муравейниках. Зимуют на стадии имаго. Личинки встречаются с апреля по октябрь.

## Распространение
Встречается на юге Северной Европы (в частности, размножается в Швеции), в Центральной и Южной Европе и в восточной части России, а также интродуцирован в Северную Америку.

## Синонимы
Синонимы:
- Paederus melanocephalus Fabricius, 1793basionym
- Lithocharis affinis Kraatz, 1859
- Lithocharis fuscipennis Motschulsky, 1858
- Medon macropterus Bernhauer, 1932
- Staphylinus nigrocephalus Turton, 1802